# Novafrontina patens
Novafrontina patens là một loài nhện trong họ Linyphiidae.
Loài này thuộc chi Novafrontina. Novafrontina patens được Alfred Frank Millidge miêu tả năm 1991.